# Karl Max Kober

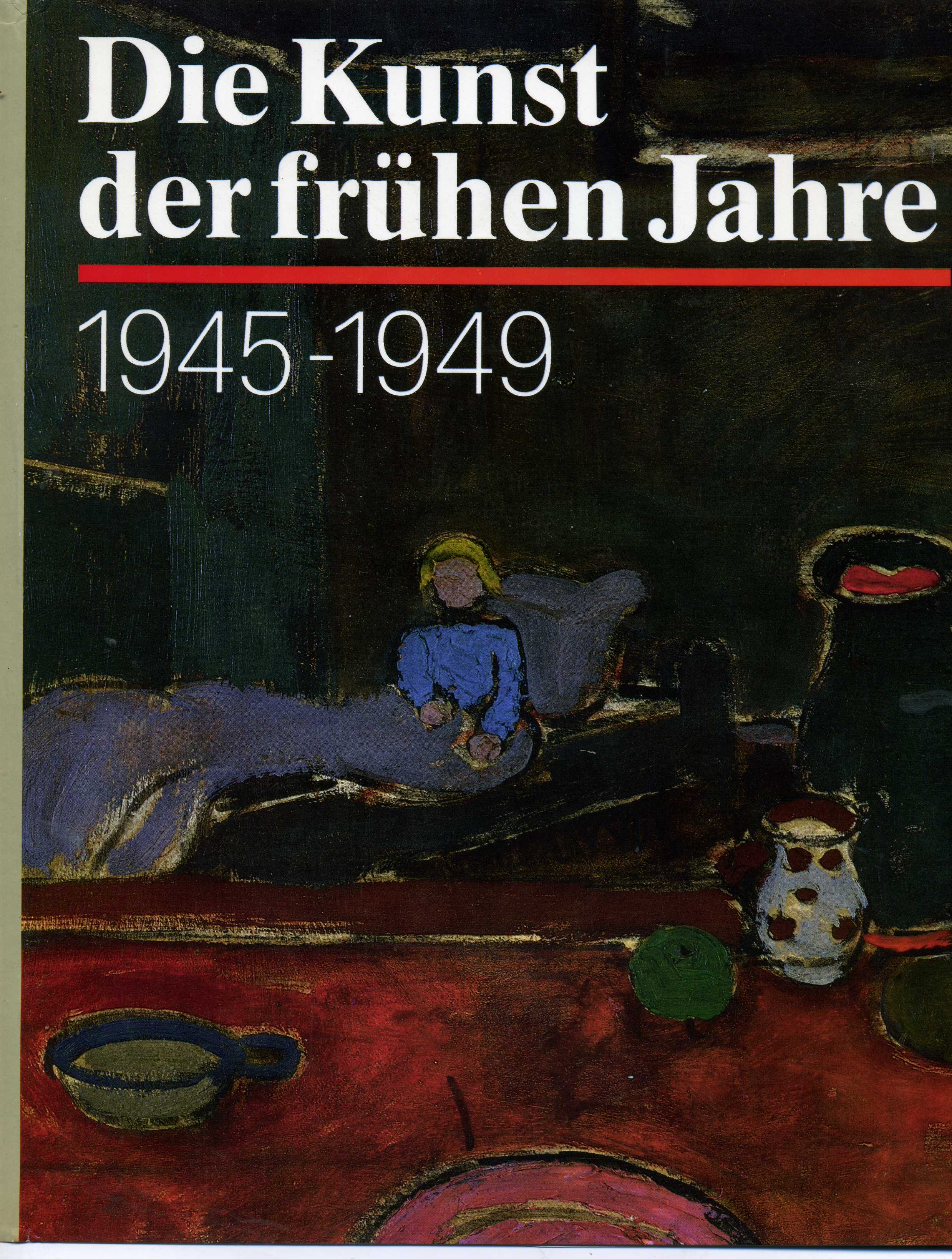
Einband des posthum erschienenen Werkes Die Kunst der frühen Jahre 1945-1949. von Karl Max Kober

Karl Max Kober (* 26. Dezember 1930 in Prag; † 14. Dezember 1987 in Leipzig) war ein deutscher Kunsthistoriker und Kulturfunktionär der DDR.

## Leben
Kobers Vater Rudolf war Buchhalter, die Mutter Schneiderin. Von 1936 bis 1939 besucht er die tschechische Volksschule in seiner Geburtsstadt, von 1939 bis 1941 dann die deutsche Volksschule und danach das Gymnasium. Nach der Vertreibung im August 1945 aus seiner Heimat lebte Kober in Neudietendorf. Er legt 1949 sein Abitur an der Oberschule „Zur Himmelspforte“ in Erfurt ab und studierte bis 1952 Kunsterziehung und Psychologie an der Ernst-Moritz-Arndt-Universität Greifswald.

## Akademische Laufbahn
Ab 1953 ist Kober erst als Assistent, dann als Oberassistent am  Institut für Kunsterziehung und Kunstgeschichte der Karl-Marx-Universität Leipzig (KMU) tätig. 1962 erfolgt die Promotion mit dem Titel „Leo Tolstois Auffassungen von der bildenden Kunst und seine Beziehungen zu bildenden Künstlern“. 1966 habilitiert sich Kober über „Die Wandmalerei des späten Mittelalters in Sachsen“. Er wird 1974 Mitglied der Association Internationale des Critiques d’Art. Von 1969 bis 1976 ist er Dozent für Marxistisch-leninistische Kunstwissenschaft an der Sektion Kulturwissenschaften und Germanistik, ab 1976 Professor für Theorie der bildenden Kunst an der Sektion Kultur- und Kunstwissenschaften der KMU. Von 1980 bis 1982 Lehrbeauftragter an der Hochschule für Grafik und Buchkunst Leipzig. Von 1974 bis 1987 ist er als Inoffizieller Mitarbeiter zur politisch-operativen Durchdringung und Sicherung des Verantwortungsbereiches (IMS) für das Ministerium für Staatssicherheit tätig. In dieser Eigenschaft verfasst er Berichte über Sitzungen des Präsidiums und des Zentralvorstandes des VBK, über einzelne Leipziger Künstler, sowie über Sammler und Kunstwissenschaftler der Bundesrepublik Deutschland.

## Politisches Wirken
Er tritt 1950 in die National-Demokratische Partei Deutschlands ein. Von 1962 bis 1966 ist er Mitglied der Stadtbezirksversammlung Leipzig Südost und von 1967 bis 1981 ist er Abgeordneter des Bezirkstags Leipzig. Seit 1967 ist er Mitglied des Hauptausschusses der NDPD und Mitglied des Verbandes Bildender Künstler der DDR (VBK). Von 1978 bis 1987 ist er dessen Vizepräsident.

## Publikationen

### Als Alleinautor
- Bild und Lesehefte für die Kunstbetrachtung. Von Bildern und Künstlern. Volk und Wissen, Berlin 1961. (Heft 1 und Heft 2)
- Leo Tolstois Auffassungen von der bildenden Kunst und seine Beziehungen zu bildenden Künstlern. Universität Leipzig, Philologische Fakultät, Leipzig 1962.
- Die Rolle des Sachzeichnens und Naturstudiums bei Dürer. Zentralhaus für Kulturarbeit, Leipzig 1963.
- Das Stilleben in der europäischen Malerei des 19. und 20. Jahrhunderts. Herausgegeben vom Zentralhaus für Kulturarbeit, Leipzig 1963.
- Die Wandmalerei des späten Mittelalters in Sachsen. Universität Leipzig, Philologische Fakultät, Leipzig 1968.
- Wie betrachte ich ein Bild? Pädagogische Hochschule „Dr. Theodor Neubauer“ Erfurt/Mühlhausen, Erfurt 1971.
- Die Anfänge der Kunst in der DDR. In: Kat. Weggefährten – Zeitgenossen, Berlin 1979.
- Bernhard Heisig (= Veröffentlichung der Akademie der Künste der Deutschen Demokratischen Republik). Verlag der Kunst, Dresden 1981.
- Stichel, Nadel, Druckpresse. Eine Einführung in die Kunst der Druckgrafik. Edition Leipzig, Leipzig 1981.
- Bernhard Heisig. Werkverzeichnis der Faust-Illustrationen. Ausstellungskatalog der Kustodie der KMU Leipzig 1987.
- Werner Tübke. Monumentalbild Frankenhausen. Verlag der Kunst, Dresden 1989, ISBN 3-364-00171-5.
- Die Kunst der frühen Jahre 1945–1949. Malerei, Zeichnungen, Grafiken aus der sowjetischen Besatzungszone. E. A. Seemann Verlag, Leipzig 1989, ISBN 3-363-00409-5.

### Als Mitautor oder Beiträger (Auswahl)
- Die Arbeit mit den Schülerbildleseheften in der Kunstbetrachtung und Kunstbetrachtung in Verbindung mit anderen Fächern. In: Praxis der Kunstbetrachtung. Methodische Beiträge zur Arbeit mit den „Bild- und Leseheften zur Kunstbetrachtung“, zur Verbindung der Kunstbetrachtung mit anderen Fächern und zur Begegnung mit Originalkunstwerken (= Schriften zur Kunsterziehung; Band 19). Volk und Wissen, Berlin 1964, S. 7–54 und 55–78.
- Malerei, Grafik. Lehrbuch für die Kunstbetrachtung in der 11. Klasse der erweiterten Oberschule. [Die Texte wurden unter Mitarbeit der Abteilung Kunsterziehung von Karl-Max Kober [sic] und Fritz Peschel geschrieben. Zusammenstellung der Zeittafeln: Kurt Reichert]. Volk und Wissen, Berlin 1965.
- mit Rainer Behrens: Der Künstler und seine Werkstatt. Ein Kunstbuch für Kinder. Edition Leipzig, Leipzig 1973. (Lizenziert für: Dausien-Verlag, Hanau 1973, ISBN 3-7684-3306-4; auch in andere Sprachen übersetzt)
- mit Rudolf Kober: Material für die Arbeit mit der Dia-Serie „7. Kunstausstellung der Deutschen Demokratischen Republik“ (= Informationen für die Referenten der Urania). Urania, Abteilung Gesellschaftswissenschaften, Sektion Kultur- und Kunstwissenschaften, Berlin 1973.
- Einleitung. In: Bernhard Heisig. Malerei und Grafik. Ausstellung im Kulturhistorischen Museum Magdeburg, November 1978 bis Januar 1979. Museen, Gedenkstätten und Sammlungen der Stadt Magdeburg, Magdeburg 1978, S. 3–10.
- Obersachsen und die Lausitz. In: Heinrich L. Nickel in Zusammenarbeit mit Gerd Baier, Gerhard Femmel und Karl-Max [sic] Kober: Mittelalterliche Wandmalerei in der DDR. E. A. Seemann Buch- und Kunstverlag, Leipzig 1979, S. 165–216.
- Einleitung. In: Ausstellung Hans Schulze, Gemälde, Zeichnungen, Druckgraphik. Ausstellung vom 2. März–13. Mai 1979. Museum der Bildenden Künste, Leipzig. Katalog und Verzeichnisse: Hans Schulze in Zusammenarbeit mit Angelika Wilhelm. Museum der bildenden Künste, Leipzig 1979.
- Einleitung. In: Werner Tübke: Reformation – Revolution. Panorama Frankenhausen. Monumentalbild. Herausgegeben im Auftrag des Ministeriums für Kultur und des Rates des Bezirkes Halle. Farbaufnahmen Klaus G. Beyer und Constantin Beyer. Schwarzweissaufnahmen Viola Boden. Verlag der Kunst, Dresden 1988, ISBN 3-364-00043-3.
- Lob der gelegentlichen Unvernunft. In: Bernhard Heisig. „Gestern und in unserer Zeit“ oder „Das Elend der Macht“. Das Welttheater eines deutschen Malers in sechs Akten (= Brusberg-Bücher; 3). Hirmer, München 2014, ISBN 978-3-7774-2128-5, S. 187–191. (Darin auch: Eine Bildergeschichte. Karl Max Kober und Bernhard Heisig, S. 304.)

## Auszeichnungen
- 1964: Pestalozzi-Medaille (Bronze)
- 1966/1968: Medaille für ausgezeichnete Leistungen
- 1973: Verdienstmedaille der DDR
- 1974: Verdienter Aktivist
- 1977: Vaterländischer Verdienstorden (Bronze)
- 1980: Pestalozzi-Medaille (Silber)